# 奥斯曼·本·阿卜杜勒-哈克
阿布·赛义德·奥斯曼·本·阿卜杜勒-哈克（1196年—1240年），马林王朝首领，阿卜杜勒-哈克一世之子。
其父在1217年逝世，由他即位。他继续率领马林家族和穆瓦希德王朝周旋。1240年被基督徒奴隶刺杀。